# Diskografie Eda Sheerana
Toto je seznam doposud vydané diskografie anglického zpěváka Eda Sheerana.

## Alba

### Studiová alba
| Název                       | Detaily o albu                                                | Umístění v hitparádách | Umístění v hitparádách | Umístění v hitparádách | Umístění v hitparádách | Umístění v hitparádách | Umístění v hitparádách | Umístění v hitparádách | Umístění v hitparádách | Umístění v hitparádách | Umístění v hitparádách | Prodeje                                                       | Certifikace |
| Název                       | Detaily o albu                                                | UK                     | AUS                    | CAN                    | DEN                    | FRA                    | GER                    | IRE                    | NZ                     | SWE                    | US                     | Prodeje                                                       | Certifikace |
| --------------------------- | ------------------------------------------------------------- | ---------------------- | ---------------------- | ---------------------- | ---------------------- | ---------------------- | ---------------------- | ---------------------- | ---------------------- | ---------------------- | ---------------------- | ------------------------------------------------------------- | --- |
| +                           | - Vydáno: 9. září 2011 - Vydavatelství: Atlantic, Asylum      | 1                      | 1                      | 5                      | 13                     | 44                     | 12                     | 1                      | 1                      | 19                     | 5                      | - UK: 2,729,644 - US: 1,210,000                               | - BPI: 9× Platinum - ARIA: Diamond - BVMI: 3× Gold - GLF: Platinum - IFPI DEN: 3× Platinum - IRMA: 6× Platinum - MC: 4× Platinum - RIAA: 3× Platinum - RMNZ: 7× Platinum - SNEP: Gold |
| ×                           | - Vydáno: 23. června 2014 - Vydavatelství: Atlantic, Asylum   | 1                      | 1                      | 1                      | 1                      | 5                      | 1                      | 1                      | 1                      | 1                      | 1                      | - UK: 3,914,166 - CAN: 640,000 - FRA: 250,000 - US: 2,170,000 | - BPI: 13× Platinum - ARIA: 10× Platinum - BVMI: 4× Platinum - GLF: Platinum - IFPI DEN: 9× Platinum - MC: Diamond - RIAA: 6× Platinum - RMNZ: 16× Platinum - SNEP: 2× Platinum       |
| ÷                           | - Vydáno: 3. března 2017 - Vydavatelství: Atlantic, Asylum    | 1                      | 1                      | 1                      | 1                      | 1                      | 1                      | 1                      | 1                      | 1                      | 1                      | - UK: 4,260,131 - FRA: 494,600 - IRE: 21,300 - US: 1,534,000  | - BPI: 14× Platinum - ARIA: 11× Platinum - BVMI: 5× Platinum - GLF: 2× Platinum - IFPI DEN: 12× Platinum - MC: Diamond - RIAA: 5× Platinum - RMNZ: 17× Platinum - SNEP: Diamond       |
| No.6 Collaborations Project | - Vydáno: 12. července 2019 - Vydavatelství: Atlantic, Asylum | 1                      | 1                      | 1                      | 2                      | 2                      | 2                      | 1                      | 1                      | 1                      | 1                      | - UK: 1,004,945 - FRA: 27,600 - US: 251,000                   | - BPI: 3× Platinum - ARIA: 2× Platinum - BVMI: Gold - IFPI DEN: 3× Platinum - MC: 4× Platinum - RIAA: Platinum - RMNZ: 4× Platinum - SNEP: Platinum                                   |
| =                           | - Vydáno: 29. října 2021 - Vydavatelství: Atlantic, Asylum    | 1                      | 1                      | 1                      | 1                      | 1                      | 1                      | 1                      | 1                      | 1                      | 1                      | - UK: 1,020,421 - US: 230,000                                 | - BPI: 3× Platinum - ARIA: Platinum - BVMI: Gold - IFPI DEN: 3× Platinum - MC: 4× Platinum - RIAA: Platinum - RMNZ: 3× Platinum - SNEP: 3× Platinum                                   |
| −                           | - Vydáno: 5. května 2023 - Vydavatelství: Atlantic, Asylum    | 1                      | 1                      | 2                      | 2                      | 1                      | 1                      | 1                      | 1                      | 1                      | 2                      | - UK: 161,647 - US: 110,000                                   | - BPI: Gold - IFPI DEN: Gold - MC: Gold - RMNZ: Gold - SNEP: Gold |
| Autumn Variations           | - Vydáno: 29. září 2023 - Vydavatelství: Gingerbread Man      | 1                      | 1                      | 4                      | 2                      | 5                      | 1                      | 2                      | 2                      | 3                      | 4                      | - UK: 63,860 - US: 46,500                                     | - BPI: Silver |
| Play                        | - Plánováno: 12. září 2025 - Vydavatelství: Gingerbread Man   | bude vydáno            | bude vydáno            | bude vydáno            | bude vydáno            | bude vydáno            | bude vydáno            | bude vydáno            | bude vydáno            | bude vydáno            | bude vydáno            | bude vydáno                                                   | bude vydáno |

### Video alba
| Jumpers for Goalposts: Live at Wembley Stadium | - Vydáno: 13. listopadu 2015 - Vydavatelství: Atlantic | 4 | 6 | 16 | 90 | 9 |

### Kompilační alba
| Název                   | Detaily                                                              | Umístění v hitparádách | Umístění v hitparádách |
| Název                   | Detaily                                                              | AUS                    | US                     |
| ----------------------- | -------------------------------------------------------------------- | ---------------------- | ---------------------- |
| 5                       | - Vydáno: 12. května 2015 - Vydavatelství: Atlantic, Gingerbread Man | 17                     | 30                     |
| +–=÷× (Tour Collection) | - Vydáno: 27. září 2024 - Vydavatelství: Atlantic, Asylum            | —                      | —                      |

## Extended play
| The Orange Room                                                                         | - Vydáno: 1. ledna 2005 - Vydavatelství: žádné        | —   | —  | —  |               |
| Ed Sheeran                                                                              | - Vydáno: 22. března 2006 - Vydavatelství: žádné      | —   | —  | —  |               |
| Want Some?                                                                              | - Vydáno: 29. června 2007 - Vydavatelství: žádné      | —   | —  | —  |               |
| You Need Me                                                                             | - Vydáno: 2. listopadu 2009 - Vydavatelství: žádné    | 142 | —  | —  |               |
| Loose Change                                                                            | - Vydáno: 7. února 2010 - Vydavatelství: žádné        | 90  | 83 | 39 | - BPI: Gold   |
| Songs I Wrote with Amy                                                                  | - Vydáno: 18. dubna 2010 - Vydavatelství: žádné       | 199 | —  | —  |               |
| Live at the Bedford                                                                     | - Vydáno: 15. listopadu 2010 - Vydavatelství: žádné   | —   | —  | —  |               |
| Spotify Session                                                                         | - Vydáno: 2011 - Vydavatelství: Elektra               | —   | —  | —  |               |
| No. 5 Collaborations Project                                                            | - Vydáno: 9. ledna 2011 - Vydavatelství: žádné        | 46  | —  | —  | - BPI: Silver |
| One Take                                                                                | - Vydáno: 7. dubna 2011 - Vydavatelství: Atlantic     | —   | —  | —  |               |
| iTunes Festival: London 2011                                                            | - Vydáno: 11. července 2011 - Vydavatelství: Atlantic | 177 | —  | —  |               |
| Thank You                                                                               | - Vydáno: 18. září 2011 - Vydavatelství: Atlantic     | —   | —  | —  |               |
| The Slumdon Bridge (s Yelawolf)                                                         | - Vydáno: 14. února 2012 - Vydavatelství: Atlantic    | —   | —  | —  |               |
| iTunes Festival: London 2012                                                            | - Vydáno: 15. září 2012 - Vydavatelství: Atlantic     | 191 | —  | —  |               |
| Live and in Session                                                                     | - Vydáno: 11. srpna 2014 - Vydavatelství: Atlantic    | —   | —  | —  |               |
| Deezer Session                                                                          | - Vydáno: 18. srpna 2014 - Vydavatelství: Atlantic    | —   | —  | —  |               |
| Spotify Singles                                                                         | - Vydáno: 7. června 2017 - Vydavatelství: Atlantic    | —   | —  | —  |               |
| "—" značí, že se nahrávka neumístila v hitparádách nebo v tomto území ani nebyla vydána |                                                       |     |    |    |               |

## Singly

### Jako hlavní umělec
| "The A Team"                                                                            | 2011 | 3  | 2  | 29 | —  | 43  | 9  | 3  | 3  | 27 | 16 | - BPI: 5× Platinum - ARIA: 10× Platinum - BVMI: 2× Platinum - GLF: 2× Platinum - IFPI DEN: 2× Platinum - MC: 6× Platinum - RIAA: 7× Platinum - RMNZ: Platinum                    | +                           |
| "You Need Me, I Don't Need You"                                                         | 2011 | 4  | 74 | —  | —  | —   | —  | 19 | —  | —  | —  | - BPI: Platinum - MC: Gold - RIAA: Gold | +                           |
| "Lego House"                                                                            | 2011 | 5  | 4  | 54 | —  | —   | 51 | 5  | 5  | —  | 42 | - BPI: 3× Platinum - ARIA: 8× Platinum - IFPI DEN: 2× Platinum - MC: 3× Platinum - RIAA: 2× Platinum - RMNZ: Platinum                                                            | +                           |
| "Drunk"                                                                                 | 2012 | 9  | 9  | —  | —  | —   | —  | 7  | 23 | —  | —  | - BPI: Platinum - ARIA: 2× Platinum - IFPI DEN: Gold - MC: Platinum - RIAA: Gold - RMNZ: Gold                                                                                    | +                           |
| "Small Bump"                                                                            | 2012 | 25 | 14 | —  | —  | —   | —  | 17 | 11 | —  | —  | - BPI: Platinum - ARIA: Platinum - IFPI DEN: Gold - MC: Platinum - RIAA: Gold - RMNZ: Gold                                                                                       | +                           |
| "Give Me Love"                                                                          | 2012 | 18 | 9  | 94 | —  | —   | 71 | 10 | 12 | —  | —  | - BPI: Platinum - ARIA: 6× Platinum - IFPI DEN: Gold - MC: 2× Platinum - RIAA: 2× Platinum - RMNZ: Platinum                                                                      | +                           |
| "I See Fire"                                                                            | 2013 | 13 | 10 | 21 | 3  | 72  | 2  | 8  | 1  | 1  | —  | - BPI: 2× Platinum - ARIA: 2× Platinum - BVMI: 4× Platinum - GLF: 4× Platinum - IFPI DEN: 5× Platinum - MC: 2× Platinum - RIAA: Platinum - RMNZ: 4× Platinum                     | Hobbit: Šmakova dračí poušť |
| "Sing"                                                                                  | 2014 | 1  | 1  | 4  | 15 | 5   | 7  | 1  | 1  | 22 | 13 | - BPI: 2× Platinum - ARIA: 3× Platinum - GLF: Platinum - BVMI: Gold - IFPI DEN: Platinum - MC: 4× Platinum - RIAA: 3× Platinum - RMNZ: Platinum                                  | ×                           |
| "Don't"                                                                                 | 2014 | 8  | 4  | 7  | 8  | 41  | 17 | 11 | 6  | 22 | 9  | - BPI: 3× Platinum - ARIA: 5× Platinum - BVMI: Platinum - GLF: Platinum - IFPI DEN: 2× Platinum - MC: 6× Platinum - RIAA: 5× Platinum - RMNZ: Platinum                           | ×                           |
| "Thinking Out Loud"                                                                     | 2014 | 1  | 1  | 2  | 1  | 4   | 6  | 1  | 1  | 2  | 2  | - BPI: 7× Platinum - ARIA: 13× Platinum - BVMI: 3× Gold - GLF: Platinum - IFPI DEN: 6× Platinum - MC: Diamond - RIAA: 18× Platinum - RMNZ: 6× Platinum - SNEP: Gold              | ×                           |
| "Bloodstream" (s Rudimental)                                                            | 2015 | 2  | 7  | —  | —  | —   | —  | 13 | 2  | —  | —  | - BPI: 2× Platinum - ARIA: 2× Platinum - IFPI DEN: Platinum - MC: Platinum - RMNZ: Platinum                                                                                      | ×                           |
| "Photograph"                                                                            | 2015 | 15 | 9  | 4  | 8  | 9   | 4  | 3  | 8  | 20 | 10 | - BPI: 5× Platinum - ARIA: 9× Platinum - BVMI: 3× Platinum - GLF: Platinum - IFPI DEN: 5× Platinum - MC: 7× Platinum - RIAA: 8× Platinum - RMNZ: 2× Platinum                     | ×                           |
| "Castle on the Hill"                                                                    | 2017 | 2  | 2  | 2  | 2  | 3   | 2  | 2  | 2  | 2  | 6  | - BPI: 6× Platinum - ARIA: 9× Platinum - BVMI: 2× Platinum - GLF: 4× Platinum - IFPI DEN: 4× Platinum - MC: 6× Platinum - RIAA: 4× Platinum - RMNZ: 3× Platinum - SNEP: Platinum | ÷                           |
| "Shape of You"                                                                          | 2017 | 1  | 1  | 1  | 1  | 1   | 1  | 1  | 1  | 1  | 1  | - BPI: 10× Platinum - ARIA: 17× Platinum - BVMI: 6× Platinum - GLF: 9× Platinum - IFPI DEN: 8× Platinum - MC: Diamond - RIAA: 13× Platinum - RMNZ: 11× Platinum - SNEP: Diamond  | ÷                           |
| "Galway Girl"                                                                           | 2017 | 2  | 2  | 16 | 2  | 15  | 5  | 1  | 3  | 3  | 53 | - BPI: 5× Platinum - ARIA: 8× Platinum - BVMI: Diamond - GLF: 3× Platinum - IFPI DEN: 4× Platinum - MC: 5× Platinum - RIAA: 2× Platinum - RMNZ: 2× Platinum - SNEP: Platinum     | ÷                           |
| "Perfect" (sólo nebo s Beyoncé)                                                         | 2017 | 1  | 1  | 1  | 1  | 1   | 1  | 1  | 1  | 1  | 1  | - BPI: 9× Platinum - ARIA: 16× Platinum - BVMI: 7× Gold - GLF: Platinum - IFPI DEN: 7× Platinum - MC: Diamond - RIAA: 13× Platinum - RMNZ: 10× Platinum - SNEP: Diamond          | ÷                           |
| "Happier"                                                                               | 2018 | 6  | 16 | 22 | 11 | 73  | 16 | 5  | 11 | 9  | 59 | - BPI: 3× Platinum - ARIA: 6× Platinum - BVMI: Platinum - GLF: Platinum - IFPI DEN: 2× Platinum - MC: 3× Platinum - RIAA: 2× Platinum - RMNZ: Platinum - SNEP: Platinum          | ÷                           |
| "I Don't Care" (s Justin Bieber)                                                        | 2019 | 1  | 1  | 2  | 1  | 5   | 2  | 1  | 2  | 1  | 2  | - BPI: 4× Platinum - ARIA: 8× Platinum - BVMI: 2× Platinum - GLF: 3× Platinum - IFPI DEN: 2× Platinum - MC: Diamond - RIAA: 5× Platinum - RMNZ: 2× Platinum - SNEP: Diamond      | No.6 Collaborations Project |
| "Cross Me" (feat. Chance the Rapper a PnB Rock)                                         | 2019 | 4  | 5  | 12 | 9  | 86  | 23 | 6  | 6  | 13 | 25 | - BPI: Platinum - ARIA: 3× Platinum - IFPI DEN: Platinum - MC: 3× Platinum - RIAA: Gold - RMNZ: Gold                                                                             | No.6 Collaborations Project |
| "Beautiful People" (feat. Khalid)                                                       | 2019 | 1  | 4  | 6  | 3  | 34  | 5  | 2  | 2  | 3  | 13 | - BPI: 3× Platinum - ARIA: 6× Platinum - BVMI: Platinum - IFPI DEN: 2× Platinum - MC: 8× Platinum - RIAA: Platinum - RMNZ: 2× Platinum - SNEP: Platinum                          | No.6 Collaborations Project |
| "Blow" (s Chris Stapleton a Bruno Mars)                                                 | 2019 | —  | 31 | 39 | —  | —   | 93 | —  | —  | —  | 60 | - BPI: Silver - MC: Platinum | No.6 Collaborations Project |
| "Best Part of Me" (feat. Yebba)                                                         | 2019 | —  | 17 | 44 | 35 | 162 | 55 | —  | 13 | 41 | 99 | - BPI: Silver - IFPI DEN: Gold - MC: Platinum | No.6 Collaborations Project |
| "Antisocial" (s Travis Scott)                                                           | 2019 | —  | 11 | 17 | 8  | 102 | 23 | —  | 9  | 21 | 37 | - BPI: Gold - ARIA: Gold - IFPI DEN: Gold - MC: Platinum - RIAA: Gold | No.6 Collaborations Project |
| "South of the Border" (feat. Camila Cabello a Cardi B)                                  | 2019 | 4  | 12 | 14 | 18 | 75  | 33 | 6  | 14 | 14 | 49 | - BPI: Platinum - ARIA: 4× Platinum - BVMI: Gold - IFPI DEN: Platinum - MC: 6× Platinum - RIAA: Gold - RMNZ: Platinum - SNEP: Platinum                                           | No.6 Collaborations Project |
| "Take Me Back to London" (feat. Stormzy)                                                | 2019 | 1  | 29 | 59 | 26 | —   | 68 | 7  | 29 | 44 | —  | - BPI: 2× Platinum - IFPI DEN: Gold - MC: Platinum | No.6 Collaborations Project |
| "Afterglow"                                                                             | 2020 | 2  | 7  | 10 | 27 | 129 | 10 | 2  | 12 | 13 | 29 | - BPI: Platinum - ARIA: Platinum - BVMI: Gold - IFPI DEN: Platinum - MC: 2× Platinum - RMNZ: Gold - SNEP: Gold                                                                   | =                           |
| "Bad Habits"                                                                            | 2021 | 1  | 1  | 1  | 1  | 4   | 1  | 1  | 1  | 2  | 2  | - BPI: 6× Platinum - ARIA: 10× Platinum - BVMI: Diamond - IFPI DEN: 4× Platinum - MC: Diamond - RIAA: 3× Platinum - RMNZ: 5× Platinum - SNEP: Diamond                            | =                           |
| "Shivers"                                                                               | 2021 | 1  | 2  | 2  | 3  | 10  | 1  | 1  | 3  | 1  | 4  | - BPI: 4× Platinum - ARIA: 8× Platinum - BVMI: 2× Platinum - IFPI DEN: 2× Platinum - MC: 8× Platinum - RIAA: 2× Platinum - RMNZ: 4× Platinum - SNEP: Diamond                     | =                           |
| "Overpass Graffiti"                                                                     | 2021 | 4  | 8  | 23 | 16 | 64  | 17 | 4  | 10 | 19 | 41 | - BPI: Platinum - BVMI: Gold - IFPI DEN: Gold - MC: Platinum | =                           |
| "Merry Christmas" (s Elton John)                                                        | 2021 | 1  | 10 | 16 | 12 | 20  | 4  | 1  | 11 | 3  | 42 | - BPI: Platinum - BVMI: Gold - IFPI DEN: Gold - MC: Gold - RIAA: Gold | =                           |
| "Peru" (s Fireboy DML)                                                                  | 2021 | 2  | —  | 37 | —  | 28  | —  | 7  | —  | 35 | 53 | - BPI: 2× Platinum - IFPI DEN: Gold - SNEP: Diamond | =                           |
| "The Joker and the Queen" (sólo nebo feat. Taylor Swift)                                | 2022 | 2  | 11 | 12 | 33 | 170 | 37 | 5  | 26 | 27 | 21 | - BPI: Gold - MC: Gold | =                           |
| "Sigue" (s J Balvin)                                                                    | 2022 | 96 | —  | 63 | —  | —   | —  | 87 | —  | 99 | 89 | | Singly bez alb              |
| "Forever My Love" (s J Balvin)                                                          | 2022 | —  | —  | —  | —  | —   | —  | —  | —  | —  | —  | | Singly bez alb              |
| "2step" (sólo nebo feat. Lil Baby)                                                      | 2022 | 9  | 40 | 21 | 11 | 35  | 41 | 9  | —  | 1  | 48 | - BPI: Platinum - GLF: Platinum - IFPI DEN: Gold - MC: Platinum - SNEP: Platinum                                                                                                 | =                           |
| "Are You Entertained" (s Russ)                                                          | 2022 | 47 | 45 | 41 | ―  | —   | ―  | 43 | 20 | 52 | 97 | | Singl bez alb               |
| "Noche de Novela" (s Paulo Londra)                                                      | 2022 | —  | —  | —  | —  | —   | —  | —  | —  | —  | —  | | Back to the Game            |
| "My G" (s Aitch)                                                                        | 2022 | 6  | —  | —  | —  | —   | —  | 32 | —  | —  | —  | - BPI: Gold | Close to Home               |
| "Groundwork" (s Big Narstie a Papoose)                                                  | 2022 | —  | —  | —  | —  | —   | —  | —  | —  | —  | —  | | Singly bez alb              |
| "Celestial"                                                                             | 2022 | 6  | 35 | 63 | 34 | 73  | 46 | 23 | —  | 27 | —  | - BPI: Gold - IFPI DEN: Gold - SNEP: Gold | Singly bez alb              |
| "F64"                                                                                   | 2023 | 50 | —  | —  | —  | —   | —  | 64 | —  | 65 | —  | | Singly bez alb              |
| "Eyes Closed"                                                                           | 2023 | 1  | 6  | 4  | 8  | 32  | 13 | 4  | 10 | 10 | 19 | - BPI: Platinum - ARIA: Platinum - IFPI DEN: Platinum - MC: Platinum - RMNZ: Gold - SNEP: Platinum                                                                               | −                           |
| "Boat"                                                                                  | 2023 | 15 | 48 | 71 | —  | —   | —  | 21 | 23 | 69 | —  | | −                           |
| "Life Goes On" (sólo nebo feat. Luke Combs)                                             | 2023 | 29 | 23 | 27 | —  | —   | —  | 19 | 33 | —  | 66 | - BPI: Silver - ARIA: Platinum - MC: Platinum | −                           |
| "A Beautiful Game"                                                                      | 2023 | —  | —  | —  | —  | —   | —  | —  | —  | —  | —  | | Singl bez alb               |
| "American Town"                                                                         | 2023 | 27 | 86 | —  | —  | —   | —  | 46 | —  | 25 | —  | | Autumn Variations           |
| "The Great British Bar Off" (s Devlin)                                                  | 2023 | —  | —  | —  | —  | —   | —  | —  | —  | —  | —  | | The James Devlin Album      |
| "Under the Tree"                                                                        | 2024 | 92 | —  | —  | —  | —   | 66 | —  | —  | —  | —  | | Singl bez alb               |
| "Azizam"                                                                                | 2025 | 3  | 20 | 12 | 9  | 24  | 10 | 13 | 29 | 8  | 28 | | Play                        |
| "Old Phone"                                                                             | 2025 | 17 | —  | 60 | —  | —   | —  | 38 | —  | 62 | 89 | | Play                        |
| "Sapphire"                                                                              | 2025 | 9  | 21 | 30 | —  | 164 | 52 | 20 | 18 | 58 | 74 | | Play                        |
| "Drive"                                                                                 | 2025 | —  | —  | —  | —  | —   | —  | —  | —  | —  | —  | | F1 the Album                |
| "—" značí, že se nahrávka neumístila v hitparádách nebo v tomto území ani nebyla vydána |      |    |    |    |    |     |    |    |    |    |    | |                             |

### Jako vedlejší umělec
| Název | Rok  | Umístění v hitparádách | Umístění v hitparádách | Umístění v hitparádách | Umístění v hitparádách | Umístění v hitparádách | Umístění v hitparádách | Umístění v hitparádách | Umístění v hitparádách | Umístění v hitparádách | Umístění v hitparádách | Certifikace | Album                       |
| Název | Rok  | UK                     | AUS                    | CAN                    | DEN                    | FRA                    | GER                    | IRE                    | NZ                     | SWE                    | US                     | Certifikace | Album                       |
| --- | ---- | ---------------------- | ---------------------- | ---------------------- | ---------------------- | ---------------------- | ---------------------- | ---------------------- | ---------------------- | ---------------------- | ---------------------- | --- | --------------------------- |
| "Raise 'Em Up" (Alonestar feat. Ed Sheeran)                                                                     | 2010 | —                      | —                      | —                      | —                      | —                      | —                      | —                      | —                      | —                      | —                      | | Singl bez alb               |
| "If I Could" (Wiley feat. Ed Sheeran)                                                                           | 2011 | —                      | —                      | —                      | —                      | —                      | —                      | —                      | —                      | —                      | —                      | | Chill Out Zone              |
| "Young Guns" (Lewi White feat. Ed Sheeran, Yasmin, Griminal a Devlin)                                           | 2011 | 86                     | —                      | —                      | —                      | —                      | —                      | —                      | —                      | —                      | —                      | | Singl bez alb               |
| "Teardrop" (jako The Collective)                                                                                | 2011 | 24                     | —                      | —                      | —                      | —                      | —                      | —                      | —                      | —                      | —                      | | We Are the Collective       |
| "Hush Little Baby" (Wretch 32 feat. Ed Sheeran)                                                                 | 2012 | 35                     | —                      | —                      | —                      | —                      | —                      | 72                     | —                      | —                      | —                      | | Black and White             |
| "Dreamers" (Rizzle Kicks feat. Pharoahe Monch, Hines, Professor Green, Ed Sheeran, Foreign Beggars a Chali 2na) | 2012 | —                      | —                      | —                      | —                      | —                      | —                      | —                      | —                      | —                      | —                      | | Stereo Typical              |
| "Watchtower" (Devlin feat. Ed Sheeran)                                                                          | 2012 | 7                      | —                      | —                      | —                      | 175                    | —                      | 73                     | —                      | —                      | —                      | - BPI: Silver | A Moving Picture            |
| "Wish You Were Here" (Ed Sheeran, Richard Jones, Nick Mason, Mike Rutherford a David Arnold)                    | 2012 | 34                     | —                      | —                      | —                      | —                      | —                      | 59                     | —                      | —                      | —                      | | A Symphony of British Music |
| "All Falls Down" (Alonestar feat. Ed Sheeran a Rosie Ribbons)                                                   | 2013 | —                      | —                      | —                      | —                      | —                      | —                      | —                      | —                      | —                      | —                      | | Warrior                     |
| "Everything Has Changed" (Taylor Swift feat. Ed Sheeran)                                                        | 2013 | 7                      | 28                     | 28                     | —                      | —                      | —                      | 5                      | 22                     | —                      | 32                     | - BPI: Platinum - ARIA: 3× Platinum - RIAA: 2× Platinum - RMNZ: Gold                                                                         | Red                         |
| "Old School Love" (Lupe Fiasco feat. Ed Sheeran)                                                                | 2013 | —                      | 23                     | 100                    | —                      | —                      | —                      | —                      | 17                     | —                      | 93                     | - ARIA: Platinum | Singl bez alb               |
| "All About It" (Hoodie Allen feat. Ed Sheeran)                                                                  | 2014 | —                      | —                      | —                      | —                      | —                      | 9                      | —                      | 30                     | —                      | 71                     | - RIAA: Gold | People Keep Talking         |
| "Lay It All on Me" (Rudimental feat. Ed Sheeran)                                                                | 2015 | 12                     | 7                      | 29                     | 26                     | —                      | 31                     | 5                      | 5                      | 17                     | 48                     | - BPI: Platinum - ARIA: 2× Platinum - BVMI: Gold - IFPI DEN: Platinum - MC: Platinum - RIAA: Platinum - RMNZ: 2× Platinum                    | We the Generation           |
| "Reuf" (Nekfeu feat. Ed Sheeran)                                                                                | 2015 | —                      | —                      | —                      | —                      | 72                     | —                      | —                      | —                      | —                      | —                      | | Feu                         |
| "Boa Me" (Fuse ODG feat. Ed Sheeran a Mugeez)                                                                   | 2017 | 52                     | —                      | —                      | —                      | —                      | —                      | 99                     | —                      | —                      | —                      | | African Nation              |
| "End Game" (Taylor Swift feat. Ed Sheeran a Future)                                                             | 2017 | 49                     | 36                     | 11                     | —                      | —                      | —                      | 68                     | —                      | —                      | 18                     | - BPI: Gold - ARIA: 3× Platinum - MC: Platinum - RIAA: Platinum                                                                              | Reputation                  |
| "River" (Eminem feat. Ed Sheeran)                                                                               | 2017 | 1                      | 2                      | 3                      | 3                      | 23                     | 2                      | 2                      | 3                      | 1                      | 11                     | - BPI: 2× Platinum - ARIA: 7× Platinum - BVMI: Gold - GLF: 2× Platinum - IFPI DEN: Platinum - MC: Platinum - RMNZ: Platinum - SNEP: Platinum | Revival                     |
| "Amo Soltanto Te / This Is the Only Time" (Andrea Bocelli feat. Ed Sheeran)                                     | 2019 | —                      | —                      | —                      | —                      | —                      | —                      | —                      | —                      | —                      | —                      | | Sì                          |
| "Own It" (Stormzy feat. Ed Sheeran a Burna Boy)                                                                 | 2019 | 1                      | 40                     | 82                     | 22                     | —                      | 75                     | 2                      | —                      | 30                     | —                      | - BPI: 3× Platinum - ARIA: Gold - IFPI DEN: Platinum                                                                                         | Heavy Is the Head           |
| "Sausage Rolls for Everyone" (LadBaby feat. Ed Sheeran a Elton John)                                            | 2021 | 1                      | 48                     | ―                      | ―                      | —                      | ―                      | 41                     | —                      | ―                      | ―                      | | Singl bez alb               |
| "Bam Bam" (Camila Cabello feat. Ed Sheeran)                                                                     | 2022 | 7                      | 11                     | 4                      | 11                     | 7                      | 12                     | 4                      | 21                     | 29                     | 21                     | - BPI: Platinum - ARIA: Platinum - IFPI DEN: Platinum - MC: 2× Platinum - RIAA: Platinum - SNEP: Diamond                                     | Familia                     |
| "Brace It" (Ishawna feat. Ed Sheeran)                                                                           | 2022 | ―                      | ―                      | ―                      | ―                      | —                      | ―                      | ―                      | ―                      | ―                      | ―                      | | Singl bez alb               |
| "For My Hand" (Burna Boy feat. Ed Sheeran)                                                                      | 2022 | 18                     | —                      | 63                     | 23                     | —                      | —                      | 47                     | —                      | 38                     | —                      | - BPI: Platinum - ARIA: Gold - IFPI DEN: Gold - SNEP: Gold                                                                                   | Love, Damini                |
| "Lonely Lovers" (D-Block Europe feat. Ed Sheeran)                                                               | 2022 | —                      | —                      | —                      | —                      | —                      | —                      | —                      | —                      | —                      | —                      | | Lap 5                       |
| "Call on Me" (Vianney feat. Ed Sheeran)                                                                         | 2022 | —                      | —                      | —                      | —                      | 30                     | —                      | —                      | —                      | —                      | —                      | - SNEP: Platinum | = (francouzská edice)       |
| "All Falls Down" (Dirty Pop feat. Ed Sheeran a Alonestar)                                                       | 2023 | —                      | —                      | —                      | —                      | —                      | —                      | —                      | —                      | —                      | —                      | | Singl bez alb               |
| "—" značí, že se nahrávka neumístila v hitparádách nebo v tomto území ani nebyla vydána                         |      |                        |                        |                        |                        |                        |                        |                        |                        |                        |                        | |                             |

### Promo singly
| "One"                                                                                   | 2014 | 18 | 72 | 32 | —  | 121 | 79 | 54 | —  | —  | 87 | - BPI: Platinum - IFPI DEN: Gold - MC: Platinum - RIAA: Gold                                                             | ×                          |
| "Afire Love"                                                                            | 2014 | 59 | —  | 41 | 5  | 37  | —  | 82 | —  | —  | 37 | - BPI: Gold - IFPI DEN: Gold - MC: Gold - RIAA: Gold                                                                     | ×                          |
| "The Man"                                                                               | 2014 | 82 | —  | —  | 9  | 49  | —  | 80 | —  | —  | —  | - BPI: Silver | ×                          |
| "Make It Rain"                                                                          | 2014 | 38 | 26 | 27 | —  | 103 | —  | 58 | 23 | —  | 34 | - MC: Gold | Sons of Anarchy Vol. 4     |
| "Growing Up (Sloane's Song)" (Macklemore & Ryan Lewis feat. Ed Sheeran)                 | 2015 | —  | —  | —  | —  | —   | —  | —  | —  | —  | —  | | This Unruly Mess I've Made |
| "How Would You Feel (Paean)"                                                            | 2017 | 2  | 2  | 19 | 18 | 84  | 27 | 5  | 6  | 30 | 41 | - BPI: Platinum - ARIA: 2× Platinum - IFPI DEN: Platinum - MC: Platinum - RIAA: Gold - RMNZ: Gold                        | ÷                          |
| "Supermarket Flowers"                                                                   | 2018 | 8  | 19 | 31 | 26 | 109 | 29 | 9  | 16 | 39 | 75 | - BPI: 2× Platinum - ARIA: 4× Platinum - BVMI: Gold - IFPI DEN: Platinum - MC: 2× Platinum - RIAA: Platinum - SNEP: Gold | ÷                          |
| "Visiting Hours"                                                                        | 2021 | 5  | 3  | 31 | 16 | 169 | 46 | 8  | 11 | 16 | 75 | - BPI: Platinum - ARIA: Gold - IFPI DEN: Gold                                                                            | =                          |
| "—" značí, že se nahrávka neumístila v hitparádách nebo v tomto území ani nebyla vydána |      |    |    |    |    |     |    |    |    |    |    | |                            |

## Další umístěné a certifikované písně
| "Little Bird"                                                                           | 2011 | —  | —   | —   | —  | —   | —  | —  | —  | —   | —                        | - BPI: Silver - MC: Gold                                                                                    | Loose Change                                                |
| "Gold Rush"                                                                             | 2011 | 81 | —   | —   | —  | —   | —  | 97 | —  | —   | —                        | - BPI: Silver                                                                                               | +                                                           |
| "Autumn Leaves"                                                                         | 2011 | 84 | —   | —   | —  | —   | —  | —  | —  | —   | —                        | - BPI: Silver - MC: Gold - RIAA: Gold                                                                       | +                                                           |
| "Kiss Me"                                                                               | 2011 | —  | —   | —   | —  | —   | —  | 94 | 29 | —   | —                        | - BPI: Platinum - IFPI DEN: Gold - MC: 2× Platinum - RIAA: 2× Platinum                                      | +                                                           |
| "Grade 8"                                                                               | 2011 | —  | —   | —   | —  | —   | —  | —  | —  | —   | —                        | - BPI: Silver                                                                                               | +                                                           |
| "This"                                                                                  | 2011 | —  | —   | —   | —  | —   | —  | —  | —  | —   | —                        | - BPI: Silver                                                                                               | +                                                           |
| "U.N.I."                                                                                | 2011 | —  | —   | —   | —  | —   | —  | —  | —  | —   | —                        | - BPI: Silver                                                                                               | +                                                           |
| "Wake Me Up"                                                                            | 2011 | —  | —   | —   | —  | —   | —  | —  | —  | —   | —                        | - BPI: Silver - MC: Gold                                                                                    | +                                                           |
| "All of the Stars"                                                                      | 2014 | 46 | —   | 67  | —  | 130 | 66 | 29 | —  | —   | —                        | - BPI: Silver - MC: Platinum - RIAA: Platinum                                                               | The Fault in Our Stars                                      |
| "Bloodstream"                                                                           | 2014 | 60 | —   | 60  | 7  | 39  | —  | 57 | —  | —   | —                        | - BPI: Platinum - MC: Gold - RIAA: Gold                                                                     | ×                                                           |
| "I'm a Mess"                                                                            | 2014 | 49 | —   | —   | —  | —   | —  | 62 | —  | 60  | —                        | - BPI: Platinum - IFPI DEN: Gold - MC: Gold - RIAA: Gold                                                    | ×                                                           |
| "Tenerife Sea"                                                                          | 2014 | 62 | —   | —   | —  | —   | —  | 53 | —  | —   | —                        | - BPI: Platinum - IFPI DEN: Platinum - MC: Platinum - RIAA: Platinum                                        | ×                                                           |
| "Take It Back"                                                                          | 2014 | 85 | —   | —   | —  | —   | —  | —  | —  | —   | —                        | - BPI: Silver                                                                                               | ×                                                           |
| "Nina"                                                                                  | 2014 | 57 | —   | —   | —  | —   | —  | 75 | —  | —   | —                        | - BPI: Gold                                                                                                 | ×                                                           |
| "Runaway"                                                                               | 2014 | 71 | —   | —   | —  | —   | —  | —  | —  | —   | —                        | - BPI: Gold - MC: Gold - RIAA: Gold                                                                         | ×                                                           |
| "Even My Dad Does Sometimes"                                                            | 2014 | —  | —   | —   | —  | —   | —  | —  | —  | —   | —                        | - BPI: Silver                                                                                               | ×                                                           |
| "Shirtsleeves"                                                                          | 2014 | —  | —   | —   | —  | —   | —  | —  | —  | —   | —                        | - BPI: Silver                                                                                               | ×                                                           |
| "I Will Take You Home"                                                                  | 2015 | 69 | —   | —   | —  | —   | —  | 50 | —  | —   | —                        | | Bloodstream                                                 |
| "I Was Made for Loving You" (Tori Kelly feat. Ed Sheeran)                               | 2015 | —  | —   | 64  | —  | —   | —  | —  | 21 | —   | —                        | | Unbreakable Smile                                           |
| "Dark Times" (The Weeknd feat. Ed Sheeran)                                              | 2015 | 92 | —   | —   | —  | —   | —  | 73 | —  | 60  | 91                       | - BPI: Silver                                                                                               | Beauty Behind the Madness                                   |
| "Touch and Go"                                                                          | 2015 | —  | 100 | —   | —  | —   | —  | —  | —  | —   | —                        | | × (Wembley Edition)                                         |
| "Eraser"                                                                                | 2017 | 14 | 31  | 36  | 20 | 75  | 21 | 15 | 19 | 31  | 90                       | - BPI: Platinum - IFPI DEN: Gold - MC: Platinum - RIAA: Gold                                                | ÷                                                           |
| "Dive"                                                                                  | 2017 | 8  | 5   | 19  | 13 | 67  | 23 | 11 | 4  | 28  | 49                       | - BPI: 2× Platinum - ARIA: 3× Platinum - IFPI DEN: Platinum - MC: 2× Platinum - RIAA: Platinum - RMNZ: Gold | ÷                                                           |
| "New Man"                                                                               | 2017 | 5  | 20  | 21  | 15 | 83  | 20 | 5  | 13 | 29  | 72                       | - BPI: Platinum - ARIA: 2× Platinum - IFPI DEN: Gold - MC: Platinum - RIAA: Gold                            | ÷                                                           |
| "Hearts Don't Break Around Here"                                                        | 2017 | 15 | 32  | 42  | 32 | 115 | 45 | 13 | 23 | 43  | 93                       | - BPI: Platinum - IFPI DEN: Gold - MC: Platinum - RIAA: Gold                                                | ÷                                                           |
| "What Do I Know?"                                                                       | 2017 | 9  | 24  | 26  | 25 | 98  | 35 | 8  | 14 | 25  | 83                       | - BPI: Platinum - ARIA: 2× Platinum - IFPI DEN: Gold - MC: 2× Platinum - RIAA: Gold                         | ÷                                                           |
| "Barcelona"                                                                             | 2017 | 12 | 36  | 45  | 33 | 129 | 42 | 10 | 26 | 48  | 96                       | - BPI: Platinum - IFPI DEN: Gold - MC: Platinum - RIAA: Gold                                                | ÷                                                           |
| "Bibia Be Ye Ye"                                                                        | 2017 | 18 | 39  | 57  | —  | 130 | 52 | 14 | 29 | 56  | —                        | - BPI: Platinum - IFPI DEN: Gold - MC: Platinum - RIAA: Gold                                                | ÷                                                           |
| "Nancy Mulligan"                                                                        | 2017 | 13 | 37  | 51  | 37 | 127 | 43 | 3  | 27 | 50  | —                        | - BPI: Platinum - IFPI DEN: Gold - MC: Platinum - RIAA: Gold                                                | ÷                                                           |
| "Save Myself"                                                                           | 2017 | 19 | 38  | 58  | —  | 161 | 56 | 16 | 30 | 57  | —                        | - BPI: Gold - IFPI DEN: Gold - MC: Platinum - RIAA: Gold                                                    | ÷                                                           |
| "...Baby One More Time"                                                                 | 2017 | —  | —   | —   | —  | —   | —  | —  | —{ | —   | —                        | | Spotify Singles                                             |
| "Candle in the Wind"                                                                    | 2018 | —  | —   | —   | —  | —   | —  | —  | —  | —   | —                        | | Revamp: Reimagining the Songs of Elton John & Bernie Taupin |
| "Remember the Name" (feat. Eminem a 50 Cent)                                            | 2019 | —  | 15  | 20  | 22 | 145 | 29 | 4  | 10 | 20  | 57                       | - BPI: Gold - MC: Platinum                                                                                  | No.6 Collaborations Project                                 |
| "Feels" (feat. Young Thug a J Hus)                                                      | 2019 | —  | 54  | 77  | —  | —   | —  | —  | —  | —   | —                        | - BPI: Silver                                                                                               | No.6 Collaborations Project                                 |
| "Put It All on Me" (feat. Ella Mai)                                                     | 2019 | —  | 48  | 71  | —  | —   | —  | —  | —  | —   | - BPI: Silver - MC: Gold | | No.6 Collaborations Project                                 |
| "Nothing on You" (feat. Paulo Londra a Dave)                                            | 2019 | —  | 65  | 85  | —  | —   | —  | —  | —  | —   | —                        | - BPI: Silver - MC: Gold                                                                                    | No.6 Collaborations Project                                 |
| "1000 Nights" (feat. Meek Mill a A Boogie wit da Hoodie)                                | 2019 | —  | 56  | 65  | —  | —   | —  | —  | —  | —   | —                        | | No.6 Collaborations Project                                 |
| "I Don't Want Your Money" (feat. H.E.R.)                                                | 2019 | —  | 64  | 100 | —  | —   | —  | —  | —  | —   | —                        | | No.6 Collaborations Project                                 |
| "Way to Break My Heart" (feat. Skrillex)                                                | 2019 | —  | 50  | 79  | —  | —   | —  | —  | —  | 73  | —                        | | No.6 Collaborations Project                                 |
| "Those Kinda Nights" (Eminem feat. Ed Sheeran)                                          | 2020 | 12 | 25  | 22  | 29 | 115 | —  | 20 | 30 | 20  | 31                       | - BPI: Silver - ARIA: Gold - RIAA: Gold                                                                     | Music to Be Murdered By                                     |
| "Tides"                                                                                 | 2021 | —  | 43  | 63  | —  | 169 | —  | —  | —  | 75  | —                        | | =                                                           |
| "First Times"                                                                           | 2021 | —  | 31  | 50  | 33 | 126 | —  | —  | 27 | 52  | —                        | - BPI: Silver                                                                                               | =                                                           |
| "Leave Your Life"                                                                       | 2021 | —  | 67  | 82  | —  | —   | —  | —  | —  | 95  | —                        | | =                                                           |
| "Collide"                                                                               | 2021 | —  | 65  | 79  | —  | —   | —  | —  | —  | 100 | —                        | | =                                                           |
| "Stop the Rain"                                                                         | 2021 | —  | 69  | 83  | —  | —   | —  | —  | —  | 89  | —                        | | =                                                           |
| "Love in Slow Motion"                                                                   | 2021 | —  | 74  | 85  | —  | —   | —  | —  | —  | —   | —                        | | =                                                           |
| "Sandman"                                                                               | 2021 | —  | 98  | —   | —  | —   | —  | —  | —  | —   | —                        | | =                                                           |
| "Be Right Now"                                                                          | 2021 | —  | 99  | —   | —  | —   | —  | —  | —  | —   | —                        | | =                                                           |
| "Everything Has Changed (Taylor's Version)" (Taylor Swift feat. Ed Sheeran)             | 2021 | —  | —   | 51  | —  | —   | —  | —  | —  | —   | 63                       | - ARIA: Gold                                                                                                | Red (Taylor's Version)                                      |
| "Run" (Taylor Swift feat. Ed Sheeran)                                                   | 2021 | —  | 19  | 28  | —  | —   | —  | —  | —  | —   | 47                       | - ARIA: Gold                                                                                                | Red (Taylor's Version)                                      |
| "One Life"                                                                              | 2022 | —  | —   | —   | —  | —   | —  | —  | —  | 89  | —                        | | =                                                           |
| "Who We Love" (se Sam Smith)                                                            | 2023 | 85 | —   | —   | —  | —   | —  | 70 | —  | —   | —                        | | Gloria                                                      |
| "Salt Water"                                                                            | 2023 | —  | —   | —   | —  | —   | —  | —  | 36 | —   | —                        | | -                                                           |
| "Dusty"                                                                                 | 2023 | —  | —   | —   | —  | —   | —  | —  | —  | —   | —                        | | -                                                           |
| "End of Youth"                                                                          | 2023 | —  | 100 | —   | —  | —   | —  | —  | —  | —   | —                        | | -                                                           |
| "Curtains"                                                                              | 2023 | 16 | 24  | 61  | —  | —   | 87 | 23 | 25 | 40  | 97                       | | -                                                           |
| "The Hills of Aberfeldy"                                                                | 2023 | —  | —   | —   | —  | —   | —  | —  | —  | —   | —                        | | -                                                           |
| "Magical"                                                                               | 2023 | 49 | —   | —   | —  | —   | —  | 95 | —  | —   | —                        | | Autumn Variations                                           |
| "England"                                                                               | 2023 | 84 | —   | —   | —  | —   | —  | —  | —  | —   | —                        | | Autumn Variations                                           |
| "Amazing"                                                                               | 2023 | —  | —   | —   | —  | —   | —  | —  | —  | —   | —                        | | Autumn Variations                                           |
| "—" značí, že se nahrávka neumístila v hitparádách nebo v tomto území ani nebyla vydána |      |    |     |     |    |     |    |    |    |     |                          | |                                                             |

## Spoluumělec
| Název                                       | Rok  | Další umělec | Album                                                       |
| ------------------------------------------- | ---- | --- | ----------------------------------------------------------- |
| "Sleeping with My Memories"                 | 2011 | Mz. Bratt | Elements                                                    |
| "Pissed (With Pie)"                         | 2012 | Chris Moyles | The Difficult Second Album                                  |
| "Charity Song"                              | 2012 | Chris Moyles, Davina McCall, Pixie Lott, Olly Murs, Gary Barlow, Danny O'Donoghue, Robbie Williams, James Corden, Ricky Wilson | The Difficult Second Album                                  |
| "25 Tracks"                                 | 2012 | Mikill Pane | You Guest It                                                |
| "Heaven"                                    | 2012 | David Stewart | Late Night Viewing                                          |
| "Deepest Shame" (New Machine Remix)         | 2012 | Plan B, Chip, Devlin | Deepest Shame                                               |
| "Meanest Man"                               | 2013 | Labrinth, Devlin, Wretch 32, ShezAr                                                                                            | Atomic                                                      |
| "Top Floor (Cabana)"                        | 2013 | Naughty Boy | Hotel Cabana                                                |
| "Guiding Light"                             | 2013 | Foy Vance | Joy of Nothing                                              |
| "Play It Loud"                              | 2013 | Giggs | When Will It Stop                                           |
| "Back Someday"                              | 2013 | Sway | Wake Up                                                     |
| "Candle in the Wind"                        | 2014 | Elton John | Goodbye Yellow Brick Road: Revisited & Beyond               |
| "Be My Forever"                             | 2014 | Christina Perri | Head or Heart                                               |
| "All of the Stars"                          | 2014 | žádné | The Fault in Our Stars                                      |
| "Type of Shit I Hate/Interlude"             | 2014 | Ty Dolla Sign, Fabolous, YG | $ign Language                                               |
| "I Was Made for Loving You"                 | 2015 | Tori Kelly | Unbreakable Smile                                           |
| "Dreams"                                    | 2015 | Krept and Konan | The Long Way Home                                           |
| "Reuf"                                      | 2015 | Nekfeu | Feu                                                         |
| "Dark Times"                                | 2015 | The Weeknd | Beauty Behind the Madness                                   |
| "Save It"                                   | 2015 | Tory Lanez | Chixtape III                                                |
| "Freakshow"                                 | 2015 | DJ Mustard, The Game | žádné                                                       |
| "Are You With Me?"                          | 2016 | Rockie Fresh | The Night I Went To...                                      |
| "I Will Be There" (jako Angelo Mysterioso)  | 2016 | Eric Clapton | I Still Do                                                  |
| "Lifting You"                               | 2017 | N.E.R.D | No One Ever Really Dies                                     |
| "Satellites"                                | 2017 | Kasey Chambers | Dragonfly                                                   |
| "This Year's Love"                          | 2017 | žádné | BBC Radio 2: The Piano Room                                 |
| "Candle in the Wind"                        | 2018 | žádné | Revamp: Reimagining the Songs of Elton John & Bernie Taupin |
| "Hello Hi 2"                                | 2018 | Big Narstie | BDL Bipolar                                                 |
| "City of Sin"                               | 2019 | The Game | Born 2 Rap                                                  |
| "Roadside"                                  | 2019 | The Game | Born 2 Rap                                                  |
| "Those Kinda Nights"                        | 2020 | Eminem | Music to Be Murdered By                                     |
| "10,000 Tears"                              | 2021 | Ghetts | Conflict of interest                                        |
| "Everything Has Changed (Taylor's Version)" | 2021 | Taylor Swift | Red (Taylor's Version)                                      |
| "Run"                                       | 2021 | Taylor Swift | Red (Taylor's Version)                                      |
| "My G"                                      | 2022 | Aitch | Close To Home                                               |
| "Lonely Lovers"                             | 2022 | D-Block Europe | Lap 5                                                       |
| "Who We Love"                               | 2023 | Sam Smith | Gloria                                                      |
| "Let Her Go"                                | 2023 | Passenger | All The Little Lights (Anniversary Edition)                 |
| "Throw Your Arms Around Me"                 | 2023 | různé umělce | Mushroom: Fifty Years of Making Noise (Reimagined)          |
| "Drive"                                     | 2025 | — | F1 the Album                                                |

## Videoklipy

### Jako hlavní umělec
| Název                                                                            | Rok  | Režisér                    |
| -------------------------------------------------------------------------------- | ---- | -------------------------- |
| "Open Your Ears"                                                                 | 2006 | žádné                      |
| "Last Night"                                                                     | 2007 | žádné                      |
| "Let It Out"                                                                     | 2009 | Sylvie Varnier             |
| "The A Team"                                                                     | 2011 | Ruskin Kyle                |
| "You Need Me, I Don't Need You"                                                  | 2011 | Emil Nava                  |
| "You Need Me, I Don't Need You" (feat. Wretch 32 a Devlin)                       | 2011 | Murray Cummings            |
| "You Need Me, I Don't Need You" (Rizzle Kicks Remix)                             | 2011 | TLoc                       |
| "You Need Me, I Don't Need You" (True Tiger Remix feat. Dot Rotten a Scrufizzer) | 2011 | žádné                      |
| "Lego House"                                                                     | 2011 | Emil Nava                  |
| "Drunk" (Official Fan Video)                                                     | 2012 | žádné                      |
| "Drunk"                                                                          | 2012 | Saman Kesh                 |
| "Small Bump"                                                                     | 2012 | Emil Nava                  |
| "Give Me Love"                                                                   | 2012 | Emil Nava                  |
| "Give Me Love" (Live at Electric Picnic Festival)                                | 2012 | Simon O'Neill              |
| "I See Fire"                                                                     | 2013 | žádné                      |
| "One"                                                                            | 2014 | žádné                      |
| "All of the Stars"                                                               | 2014 | DJay Brawner               |
| "Sing"                                                                           | 2014 | Emil Nava                  |
| "Don't"                                                                          | 2014 | Emil Nava                  |
| "Thinking Out Loud"                                                              | 2014 | Emil Nava                  |
| "Bloodstream" (s Rudimental)                                                     | 2015 | Emil Nava                  |
| "Bloodstream" (Tour Video – s Rudimental)                                        | 2015 | Ben Anderson               |
| "Photograph"                                                                     | 2015 | Emil Nava                  |
| "Castle on the Hill"                                                             | 2017 | George Belfield            |
| "Shape of You"                                                                   | 2017 | Jason Koenig               |
| "Galway Girl"                                                                    | 2017 | Jason Koenig               |
| "Bibia Be Ye Ye"                                                                 | 2017 | Gyo Gyimah                 |
| "Perfect"                                                                        | 2017 | Jason Koenig               |
| "Perfect Symphony" (s Andrea Bocelli)                                            | 2017 | Tiziano Fioriti            |
| "Happier"                                                                        | 2018 | Emil Nava                  |
| "I Don't Care" (s Justin Bieber)                                                 | 2019 | Emil Nava                  |
| "Cross Me" (feat. Chance the Rapper a PnB Rock)                                  | 2019 | Ryan Staake                |
| "Beautiful People" (feat. Khalid)                                                | 2019 | Andy McLeod                |
| "Blow" (s Chris Stapleton a Bruno Mars)                                          | 2019 | Bruno Mars                 |
| "Antisocial" (s Travis Scott)                                                    | 2019 | Dave Meyers                |
| "Nothing On You"(feat. Paulo Londra a Dave)                                      | 2019 | Cxrter Saint & Kamcordings |
| "Take Me Back to London (Sir Spyro Remix)" (feat. Stormzy, Jaykae, a Aitch)      | 2019 | žádné                      |
| "South of the Border" (feat. Camila Cabello a Cardi B)                           | 2019 | Jason Koenig               |
| "Put It All on Me" (feat. Ella Mai)                                              | 2019 | Jason Koenig               |
| "Afterglow"                                                                      | 2020 | Nic Minns & Zak Walters    |
| "Bad Habits"                                                                     | 2021 | Dave Meyers                |
| "Bad Habits"(Official Performance Video)                                         | 2021 | Dan Massie                 |
| "Bad Habits"(Official Studio BTS)                                                | 2021 | Nic Minns                  |
| "Bad Habits (Fumez the Engineer Remix)" (feat. Tion Wayne a Central Cee)         | 2021 | Jamal Edwards              |
| "Visiting Hours"                                                                 | 2021 | Dan Massie                 |
| "Shivers"                                                                        | 2021 | Dave Meyers                |
| "Shivers"(Official Performance Video)                                            | 2021 | Dan Massie                 |
| "Overpass Graffiti"                                                              | 2021 | Jason Koenig               |
| "Merry Christmas" (s Elton John)                                                 | 2021 | Jason Koenig               |
| "The Joker and the Queen" (feat. Taylor Swift)                                   | 2022 | Emil Nava                  |
| "Forever My Love" (s J Balvin)                                                   | 2022 | José-Emilio Sagaró         |
| "Sigue" (s J Balvin)                                                             | 2022 | José-Emilio Sagaró         |
| "2step" (feat. Lil Baby)                                                         | 2022 | Henry Scholfield           |
| "Celestial"                                                                      | 2022 | Yuichi Kodama              |
| "Eyes Closed"                                                                    | 2023 | Mia Barnes                 |
| "Boat"                                                                           | 2023 | Mia Barnes                 |
| "Salt Water"                                                                     | 2023 | Mia Barnes                 |
| "Life Goes On"                                                                   | 2023 | Mia Barnes                 |
| "Dusty"                                                                          | 2023 | Mia Barnes                 |
| "End of Youth"                                                                   | 2023 | Mia Barnes                 |
| "Colourblind"                                                                    | 2023 | Mia Barnes                 |
| "Curtains"                                                                       | 2023 | Mia Barnes                 |
| "Borderline"                                                                     | 2023 | Mia Barnes                 |
| "Spark"                                                                          | 2023 | Mia Barnes                 |
| "Vega"                                                                           | 2023 | Mia Barnes                 |
| "Sycamore"                                                                       | 2023 | Mia Barnes                 |
| "No Strings"                                                                     | 2023 | Mia Barnes                 |
| "The Hills of Aberfeldy"                                                         | 2023 | Mia Barnes                 |
| "Under the Tree"                                                                 | 2024 | Richard Curtis             |
| "Azizam"                                                                         | 2025 | Liam Pethick               |
| "Azizam"(Concept Video)                                                          | 2025 | Saman Kesh                 |
| "Old Phone"                                                                      | 2025 | Emil Nava                  |
| "Sapphire"                                                                       | 2025 | Liam Pethick               |
| "Drive"                                                                          | 2025 | Chris Villa                |

### Jako vedlejší umělec
| Název                          | Umělec                                            | Rok  | Režisér             |
| ------------------------------ | ------------------------------------------------- | ---- | ------------------- |
| "Young Guns"                   | Lewi White, Yasmin, Griminal, Devlin              | 2011 | Carly Cussen        |
| "Home"                         | Fugative, Sway                                    | 2011 | žádné               |
| "Teardrop"                     | The Collective                                    | 2011 | žádné               |
| "Suits"                        | Kasha Rae                                         | 2012 | Dale Hooker         |
| "Hush Little Baby"             | Wretch 32                                         | 2012 | žádné               |
| "Watchtower"                   | Devlin                                            | 2012 | Corin Hardy         |
| "Everything Has Changed"       | Taylor Swift                                      | 2013 | Philip Andelman     |
| "Old School Love"              | Lupe Fiasco                                       | 2013 | Coodie & Chike      |
| "All About It"                 | Hoodie Allen                                      | 2014 | Jackson Adams       |
| "Do They Know It's Christmas?" | Band Aid 30                                       | 2014 | žádné               |
| "Lay It All on Me"             | Rudimental                                        | 2015 | Emil Nava           |
| "Boa Me"                       | Fuse ODG,Mugeez                                   | 2017 | Saieed Alam         |
| "End Game"                     | Taylor Swift, Future                              | 2018 | Joseph Kahn         |
| "River"                        | Eminem                                            | 2018 | Emil Nava           |
| "Freaky Friday"                | Lil Dicky, Chris Brown, DJ Khaled, Kendall Jenner | 2018 | Tony Yacenda        |
| "Because"                      | Boyzone                                           | 2018 | žádné               |
| "Own It"                       | Stormzy, Burna Boy                                | 2019 | Nathan James Tettey |
| "Sausage Rolls For Everyone"   | LadBaby, Elton John                               | 2021 | žádné               |
| "Peru"                         | Fireboy DML                                       | 2021 | žádné               |
| "Bam Bam"                      | Camila Cabello                                    | 2022 | žádné               |
| "For My Hand"                  | Burna Boy                                         | 2022 | žádné               |
| "Are You Entertained"          | Russ                                              | 2022 | Jake Nava           |
| "Noche de Novela"              | Paulo Londra                                      | 2022 | Greg Davenport      |
| "My G"                         | Aitch                                             | 2022 | Kelvin Jones        |
| "Groundwork"                   | Big Narstie, Papoose                              | 2022 | Kevin Hudson        |

### Spolu umělec
| Název                  | Umělec      | Rok  | Režisér         |
| ---------------------- | ----------- | ---- | --------------- |
| "Off with their Heads" | Context     | 2011 | George Musgrave |
| "Oh My Way"            | Joel Crouse | 2020 | Robbie Norris   |